# Путинцево (Омская область)
Пути́нцево — деревня в Омском районе Омской области, в составе Новоомского сельского поселения.
Основан в 1905 году.
Население — 389 чел. (2010)

## География
Деревня расположена в лесостепи, в Ишимской равнины, относящейся к Западно-Сибирской равнине, в 10 км от левого берега реки Иртыш. В окрестностях деревни распространены чернозёмы обыкновенные и лугово-чернозёмные солонцеватые и солончаковые почвы.
По автомобильным дорогам расстояние до областного центра города Омск составляет 12,8 км, до районного центра посёлка Ростовка 43 км, до административного центра сельского поселения посёлка Новоомский — 10 км.

## История
Основана как немецкий хутор в 1905 году. До 1917 года в составе Новинской волости Омского уезда Акмолинской области.

## Население
| 1920 | 1926 | 1970 | 1979 | 1989 | 2006 | 2010 |
| ---- | ---- | ---- | ---- | ---- | ---- | ---- |
| 63   | ↘52  | ↗234 | ↗239 | ↗297 | ↗440 | ↘389 |